# Jalen Green
Pour les articles homonymes, voir Green.
Jalen Romande Green, né le 9 février 2002 à Merced en Californie, est un joueur américain de basket-ball évoluant au poste d'arrière.

## Biographie

### Carrière junior
Pour ses trois premières années de lycée, Jalen Green joue au basket-ball pour le lycée San Joaquin Memorial à Fresno. En première année, il était un débutant à temps plein et ses statistiques sont de 18,1 points et neuf rebonds par match. Il mène son équipe à la deuxième place de la Division II de la Section centrale du CIF et aux quarts de finale de la Division II du CIF. Il est nommé dans la deuxième équipe All-American des joueurs de première année par MaxPreps et obtient le titre de recrue de l’année de la section centrale de l’ACMA. Au cours de sa deuxième saison, Green inscrit en moyenne 27,9 points et prend 7,7 rebonds par match, menant San Joaquin Memorial à un titre en Section centrale Division II et aux playoffs de la Division ouverte CIF. Il est nommé meilleur joueur de deuxième année par MaxPreps et est nommé dans la deuxième meilleure équipe All-American de Californie par USA Today,.
En tant que junior, Jalen Green réalise des moyennes de 30,1 points, 7,8 rebonds et 3,6 passes par match pour San Joaquin Memorial. Il remporte son deuxième championnat de Division Centrale II consécutif. Dans le match du titre, Green dépasse le record de carrière scolaire de 2288 points détenus par Roscoe Pondexter (en) depuis 1971. Il aide également son équipe à atteindre les quarts de finale de la division I de l’IFC en Californie du Nord. Jalen Green est nommé joueur de l’année de Californie All-American USA Today et fait partie de la deuxième équipe All-American et de la deuxième équipe All-American selon MaxPreps,,.
Pour sa saison senior, il rejoint Prolific Prep à Napa, en Californie. Il aide son équipe à remporter le championnat de Grind Session. Ses statistiques sont en moyenne de 31,5 points, 7,5 rebonds et cinq passes décisives par match. Il mène son équipe à un bilan de 31 victoires pour 3 défaites. Il est nommé joueur All-Americain de l'année par Sports Illustrated et membre de l’équipe All-American par MaxPreps,. Il est choisi pour participer au McDonald’s All-American Game, à la Jordan Brand Classic et au Nike Hoop Summit, mais les trois matchs sont annulés en raison de la pandémie de Covid-19.

### Carrière professionnelle

#### NBA G League Ignite (2021)
Le 16 avril 2020, Jalen Green signe un contrat d’un an pour 500 000 $ avec le NBA G League Ignite, une équipe de développement affiliée à la NBA G League,. Il devient le premier joueur à rejoindre l’équipe. Le 8 mars 2021, Green enregistre 30 points, sept passes décisives et cinq rebonds dans une défaite de 127-102 contre les Raptors 905 lors du premier tour des playoffs. Ses moyennes sont de 17,9 points, 4,1 rebonds et 2,8 passes décisives par match.

#### Rockets de Houston (2021-2025)
Jalen Green est sélectionné lors de la draft 2021 de la NBA en deuxième position par les Rockets de Houston.

##### Saison 2021-2022

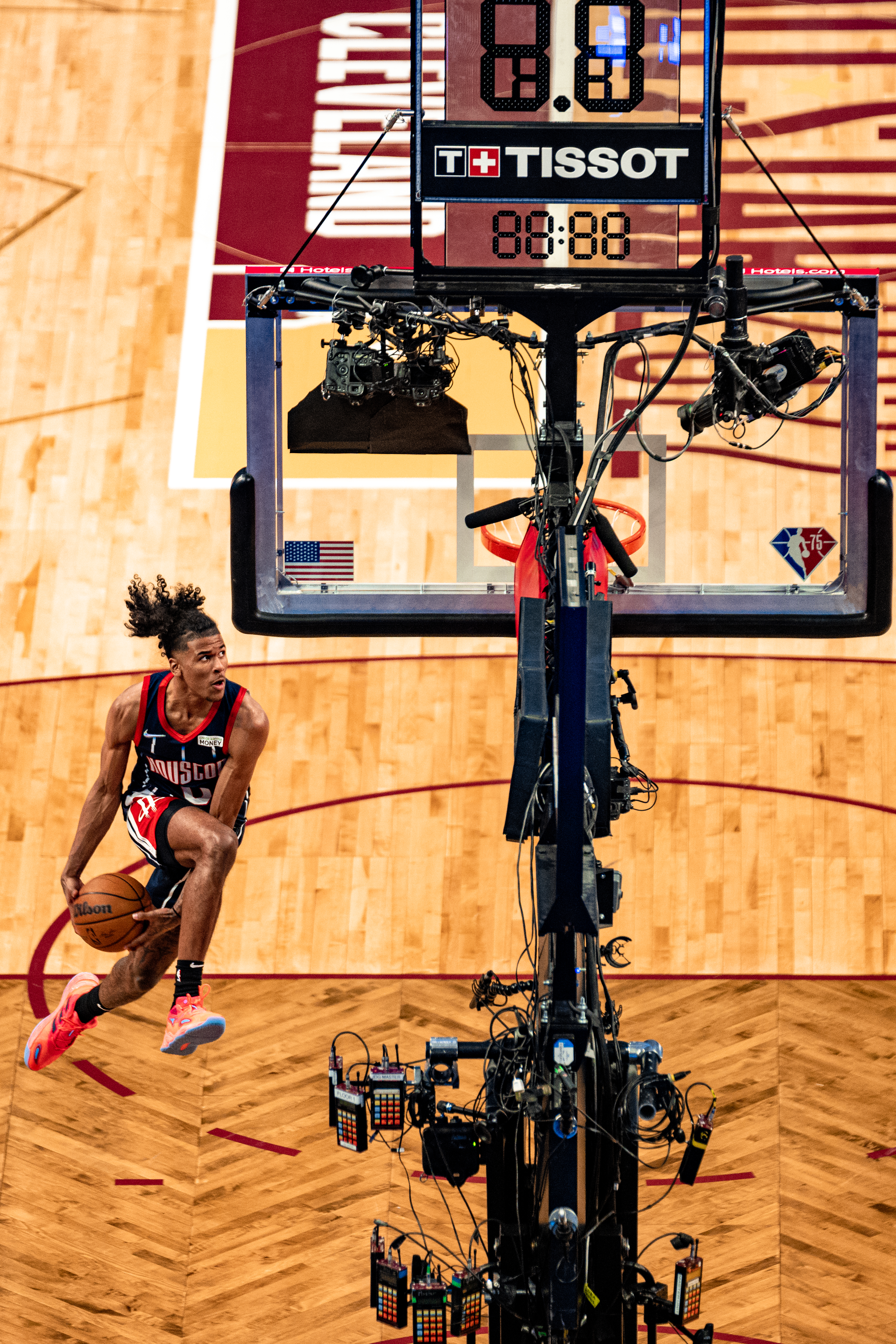
Green en 2022 durant le Slam Dunk Contest.

Le 8 août, il fait ses débuts dans la NBA Summer League 2021 avec une victoire de 84-76 contre les Cavaliers de Cleveland, où il inscrit 23 points, cinq rebonds et deux passes décisives en 30 minutes. Il fait partie de la deuxième équipe de la Summer League après avoir raté les trois derniers des cinq matchs en raison de la douleur sur son ischio-jambier droit,. Il fait ses débuts en pré-saison le 5 octobre dans une victoire de 125 à 119 contre les Wizards de Washington avec 12 points, six rebonds et deux passes décisives. Le 20 octobre, Jalen Green fait ses débuts en NBA, inscrivant neuf points, prenant quatre rebonds et faisant quatre passes dans une défaite de 124-106 contre les Timberwolves du Minnesota. Le 24 octobre, Green inscrit 30 points, avec huit tirs à trois points réalisés, dans une défaite de 107-97 contre les Celtics de Boston, devenant le premier rookie à cumuler au moins 30 points et huit trois points dans un match de l’histoire des Rockets. Le 24 novembre, il est annoncé que Green a subi une blessure aux ischios-jambiers contre les Bulls de Chicago avec une blessure à la jambe gauche et serait indisponible pendant un certain temps. Le 24 décembre, Jalen Green revient après une absence de 14 matchs en raison de sa blessure au ischio-jambier et marque 20 points dont 6 tirs sur 9 à trois points lors d'une défaite contre les Pacers de l'Indiana.
Lors du All Star Game 2022, Jalen Green participe au Slam Dunk contest, terminant en troisième place derrière Obi Toppin et Juan Toscano-Anderson. Il participe également au Rising Stars Challenge dans l'équipe James Worthy au côté de Cole Anthony, MarJon Beauchamp, Josh Giddey, Herbert Jones, Tyrese Maxey et Jalen Suggs.
Le 9 mars, il marque 32 points et prend trois rebonds, fait trois passes décisives et un contre en 38 minutes, ce qui marque son deuxième match avec plus de 30 points dans une victoire de 130-139 en prolongation contre les Lakers de Los Angeles. Le 28 mars 2022, Jalen Green marque 30 points dans une défaite de 123–120 contre les Spurs de San Antonio. Il rejoint Allen Iverson en devenant le deuxième rookie de la NBA à marquer plus de 30 points en cinq matchs consécutifs depuis 1997. Le 10 avril, son dernier match en tant que rookie, Green enregistre un record en carrière avec 41 points dans une défaite de 130 à 114 contre les Hawks d'Atlanta. Il s'agit du premier match de 40 points d’un rookie des Rockets depuis Hakeem Olajuwon,. À la fin de la saison régulière, il est nommé rookie du mois pour mars et avril. Il est sélectionné dans la NBA All-Rookie First Team avec des moyennes de 17,3 points, 3,4 rebonds et 2,6 passes.
Pour sa première saison en NBA, les Rockets terminent à la dernière place avec un bilan de 20 victoires pour 62 défaites et n'atteignent pas les playoffs.

##### Saison 2022-2023
Avant le début de la saison, Jalen Green change son numéro de maillot passant du 0 au numéro 4. Il ne peut porter le numéro 4 pendant sa saison rookie car Danuel House, alors joueur des Rockets, refuse d'échanger son numéro avec lui puisque le numéro était important pour lui. House est licencié par les Rockets le 17 décembre 2021,. Pour son deuxième match de la saison, Green joue 35 minutes avec un record de 33 points avec cinq rebonds, deux passes décisives et une interception dans une défaite de 129 à 122 contre les Grizzlies de Memphis. Le 7 novembre 2022, il marque 34 points dans une victoire contre le Magic d'Orlando, faisant de lui le sixième arrière de l’histoire de la NBA à marquer au moins 30 points dix fois ou plus avant d’avoir 21 ans, rejoignant d’autres joueurs comme Luka Dončić, Devin Booker, Anthony Edwards, LaMelo Ball et Kyrie Irving,. Le 26 novembre, il fait neuf passes décisives, un record en carrière, marque 28 points et prend trois rebonds dans une victoire de 118 à 105 contre le Thunder d'Oklahoma City. Le 2 décembre 2022, face aux Suns de Phoenix, il inscrit 20 points dans le troisième quart temps, permettant aux Rockets de faire un come back de 30 points et de remporter le match 122 à 121.
Le 15 janvier 2023, la NBA suspend Jalen Green au côté de son coéquipier Jae'Sean Tate pour un match sans solde pour avoir quitté le banc lors d’une altercation entre les Rockets et les Kings de Sacramento deux jours plus tôt. Le 18 janvier, Green égale son record en carrière de 41 points avec sept passes décisives et cinq rebonds dans une défaite de 121 à 117 contre les Hornets de Charlotte. Le 23 janvier, il bat son record de sa carrière avec 42 points et quatre rebonds et quatre passes décisives dans une victoire de 119 à 114 contre les Timberwolves du Minnesota. Il devient le seul joueur de 20 ans ou moins à enregistrer au moins trois matchs de 40 points. Le 8 février, Green marque 41 points avec deux passes décisives et deux rebonds, assurant son quatrième match à 40 points ou plus avant d’avoir 21 ans, ex aequo pour la troisième place de l’histoire de la NBA avec Kevin Durant et Luka Dončić. Il y parvient un jour avant son 21e anniversaire,. 
Le 19 février 2023, il participe au Rising Stars Challenge lors du NBA All-Star Game 2023 dans la team Deron Williams au côté d'A. J. Griffin, Walker Kessler, Franz Wagner, Alperen Şengün, Trey Murphy III et Nah'Shon Hyland.
Le 19 mars, dans une défaite à domicile contre les Pelicans de La Nouvelle-Orléans, Green marque 40 points. Il devient le douzième plus jeune joueur à marquer environ 40 points à l’âge de 21 ans ou moins. Il est devenu le quatrième plus jeune joueur à marquer 40 points en cinq matchs avant d’avoir 22 ans aux côtés de Tracy McGrady, Allen Iverson et Carmelo Anthony.

##### Saison 2024-2025
En octobre 2024, Jalen Green et les Rockets prolongent de trois saisons le contrat qui les lie. Green a toutefois la possibilité de quitter les Rockets à partir de la saison 2025-2026. La prolongation va rapporter environ 106 millions de dollars sur trois ans à Green,.

#### Suns de Phoenix (depuis 2025)
En juin 2025, il est transféré en direction des Suns de Phoenix avec Dillon Brooks contre Kevin Durant.

### Carrière en équipe nationale

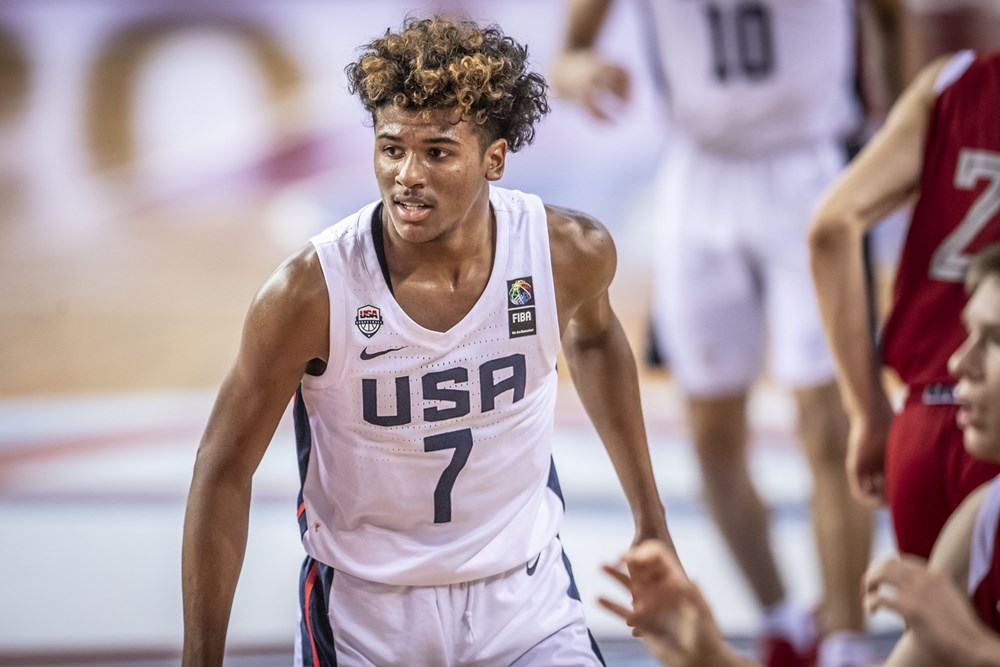
Green avec l'équipe américaine des -19 ans à la coupe du monde FIBA des - 19 ans en Grèce.

Jalen Green représente les États-Unis à l’échelle internationale, mais il manifeste également son intérêt pour les Philippines en raison de ses origines philippines. Il fait ses débuts en équipe nationale pour les États-Unis au Championnat des Amériques FIBA des moins de 16 ans 2017 à Formosa, en Argentine. En cinq matchs, il réalise des moyennes 9,8 points, deux rebonds et une interception par match, aidant son équipe à remporter la médaille d’or. Il est nommé MVP de la Coupe du monde de basketball des moins de 17 ans 2018 de la FIBA en Argentine après avoir obtenu en moyenne 15,7 points, 2,3 rebonds et 1,7 passe par match et remporté la médaille d’or. Jalen Green remporte une autre médaille d’or avec les États-Unis à la Coupe du monde de basket-ball des moins de 19 ans FIBA 2019 à Héraklion, en Grèce. En tant que plus jeune membre de son équipe, il obtient en moyenne 10,1 points, 2,1 rebonds et 1,7 interception par match,.

## Palmarès

### NBA
- Rookie des mois de mars et avril 2022.
- NBA All-Rookie First Team en 2022.

### En équipe nationale
- Vainqueur du Championnat des Amériques FIBA des moins de 16 ans en 2017
- Vainqueur de la Coupe du monde de basketball des moins de 17 ans en 2018
- MVP de la Coupe du monde de basketball des moins de 17 ans en 2018
- Vainqueur de la Coupe du monde de basketball des moins de 19 ans en 2019

## Statistiques

### NBA G League

#### Saison régulière
Les statistiques de Jalen Green en matchs de G League sont les suivantes :
| Saison    | Équipe              | Matchs | Titul. | Min./m | % Tir | % 3pts | % LF | Rbds/m. | Pass/m. | Int/m. | Ctr/m. | Pts/m. |
| --------- | ------------------- | ------ | ------ | ------ | ----- | ------ | ---- | ------- | ------- | ------ | ------ | ------ |
| 2020-2021 | NBA G League Ignite | 15     | 15     | 32,0   | 46,1  | 36,5   | 82,9 | 4,10    | 2,80    | 1,50   | 0,30   | 17,90  |
| Carrière  | Carrière            | 15     | 15     | 32,0   | 46,1  | 36,5   | 82,9 | 4,10    | 2,80    | 1,50   | 0,30   | 17,90  |

#### Playoffs
| Saison    | Équipe              | Matchs | Titul. | Min./m | % Tir | % 3pts | % LF | Rbds/m. | Pass/m. | Int/m. | Ctr/m. | Pts/m. |
| --------- | ------------------- | ------ | ------ | ------ | ----- | ------ | ---- | ------- | ------- | ------ | ------ | ------ |
| 2020-2021 | NBA G League Ignite | 1      | 1      | 41,0   | 55,0  | 30,0   | 57,1 | 5,00    | 7,00    | 3,00   | 0,00   | 30,00  |
| Carrière  | Carrière            | 1      | 1      | 41,0   | 55,0  | 30,0   | 57,1 | 5,00    | 7,00    | 3,00   | 0,00   | 30,00  |

### NBA
Les statistiques de Jalen Green en matchs de NBA sont les suivants :

#### Saison régulière
| Saison    | Équipe   | Matchs | Titul. | Min./m | % Tir | % 3pts | % LF | Rbds/m. | Pass/m. | Int/m. | Ctr/m. | Pts/m. |
| --------- | -------- | ------ | ------ | ------ | ----- | ------ | ---- | ------- | ------- | ------ | ------ | ------ |
| 2021-2022 | Houston  | 67     | 67     | 31,9   | 42,6  | 34,3   | 79,7 | 3,40    | 2,60    | 0,70   | 0,30   | 17,30  |
| 2022-2023 | Houston  | 76     | 76     | 34,2   | 41,6  | 33,8   | 78,6 | 3,70    | 3,70    | 0,80   | 0,20   | 22,10  |
| 2023-2024 | Houston  | 82     | 82     | 31,7   | 42,3  | 33,2   | 80,4 | 5,20    | 3,50    | 0,80   | 0,30   | 19,60  |
| 2024-2025 | Houston  | 82     | 82     | 32,9   | 42,3  | 35,4   | 81,3 | 4,60    | 3,40    | 0,90   | 0,30   | 21,00  |
| Carrière  | Carrière | 307    | 307    | 32,7   | 42,2  | 34,2   | 79,9 | 4,30    | 3,40    | 0,80   | 0,30   | 20,10  |

#### Playoffs
| Saison   | Équipe   | Matchs | Titul. | Min./m | % Tir | % 3pts | % LF | Rbds/m. | Pass/m. | Int/m. | Ctr/m. | Pts/m. |
| -------- | -------- | ------ | ------ | ------ | ----- | ------ | ---- | ------- | ------- | ------ | ------ | ------ |
| 2025     | Houston  | 7      | 7      | 31,3   | 37,2  | 29,5   | 66,7 | 5,40    | 2,90    | 0,60   | 0,30   | 13,30  |
| Carrière | Carrière | 7      | 7      | 31,3   | 37,2  | 29,5   | 66,7 | 5,40    | 2,90    | 0,60   | 0,30   | 13,30  |

## Records sur une rencontre en NBA
Les records personnels de Jalen Green en NBA sont les suivants, :
| Type de statistique        | Saison régulière | Saison régulière                | Saison régulière | Playoffs | Playoffs                 | Playoffs      |
| Type de statistique        | Record           | Adversaire                      | Date             | Record   | Adversaire               | Date          |
| -------------------------- | ---------------- | ------------------------------- | ---------------- | -------- | ------------------------ | ------------- |
| Points                     | 42               | 3 fois                          | 3 fois           | 38       | Warriors de Golden State | 23 avril 2025 |
| Paniers marqués            | 16               | Hornets de Charlotte            | 18 janvier 2023  | 13       | Warriors de Golden State | 23 avril 2025 |
| Paniers tentés             | 26               | Hawks d'Atlanta                 | 10 avril 2022    | 25       | Warriors de Golden State | 23 avril 2025 |
| Paniers à 3 points réussis | 8                | Celtics de Boston               | 24 octobre 2021  | 8        | Warriors de Golden State | 23 avril 2025 |
| Paniers à 3 points tentés  | 15               | Spurs de San Antonio            | 28 mars 2022     | 18       | Warriors de Golden State | 23 avril 2025 |
| Lancers francs réussis     | 14               | Pelicans de La Nouvelle-Orléans | 19 mars 2023     | 4        | Warriors de Golden State | 23 avril 2025 |
| Lancers francs tentés      | 16               | @ Suns de Phoenix               | 2 décembre 2022  | 5        | Warriors de Golden State | 23 avril 2025 |
| Rebonds offensifs          | 3                | 3 fois                          | 3 fois           | 2        | Warriors de Golden State | 20 avril 2025 |
| Rebonds défensifs          | 12               | 2 fois                          | 2 fois           | 6        | Warriors de Golden State | 20 avril 2025 |
| Rebonds totaux             | 14               | @ Hawks d'Atlanta               | 10 février 2024  | 8        | Warriors de Golden State | 20 avril 2025 |
| Passes décisives           | 12               | Sixers de Philadelphie          | 17 mars 2025     | 6        | Warriors de Golden State | 23 avril 2025 |
| Interceptions              | 4                | @ Magic d'Orlando               | 25 février 2022  | 3        | Warriors de Golden State | 23 avril 2025 |
| Contres                    | 2                | Celtics de Boston               | 24 octobre 2021  | -        | -                        | -             |
| Balles perdues             | 7                | 3 fois                          | 3 fois           | 2        | Warriors de Golden State | 23 avril 2025 |
| Minutes jouées             | 46               | Jazz de l'Utah                  | 2 mars 2022      | 35       | Warriors de Golden State | 23 avril 2025 |

- Double-double : 11
- Triple-double : 1

Dernière mise à jour : 25 mars 2025

## Vie privée
En juin 2022, il investit ses premiers millions dans la East Asia Super League, un championnat asiatique qui regroupe les meilleures équipes de Chine, du Japon, de Corée du Sud et des Philippines. Avant lui, Baron Davis, Metta Sandiford-Artest et Shane Battier avaient déjà investi dans cette ligue.
Il devient le nouveau visage du parfum Invictus de la marque Paco Rabanne.